# Hydrophylita
Hydrophylita is een geslacht van vliesvleugeligen uit de familie Trichogrammatidae. De wetenschappelijke naam van dit geslacht is voor het eerst geldig gepubliceerd in 1946 door Ghesquière.

## Soorten
Het geslacht Hydrophylita omvat de volgende soorten:
- Hydrophylita aquivolans (Matheson & Crosby, 1912)
- Hydrophylita bachmanni De Santis, 1964
- Hydrophylita emporos Shih & Polaszek, 2013
- Hydrophylita lestesi (Costa Lima, 1960)
- Hydrophylita neusae Querino & Pinto, 2007